# Васильєва Ольга Веньяминівна
Ольга Веньяминівна Васильєва (рос. Ольга Вениаминовна Васильева; нар. 13 березня 1974, Мунсют, Ігорварське сільське поселення, Цівільський район, Чуваська АРСР, РРФСР) — радянська, російська та азербайджанська футболістка, майстер спорту Росії, півзахисниця. Виступала за збірні Росії і Азербайджану.

## Життєпис
Виступала за російські клуби «Волжанка», «Лада», ЦСК ВПС, «Надія», «Зірка-2005». 25 квітня 1996 року в матчі на Кубок Росії в складі «Лада» (Тольятті) оформила хет-трик, забивши 3 м'ячі у ворота «Сююмбіке-Зілант» (Зеленодольськ). 16 травня 2009 роки провела останній матч у складі «Зірки-2005» вийшовши на 87 хвилині фінального матчу Кубка УЄФА проти німецького «Дуйсбурга».
У 1993 і 1994 роках гравець збірної Росії з футболу. У 2006 році виступала за Азербайджан, зіграла по 90 хвилин проти збірних Румунії, Естонії та Болгарії, відзначилася у воротах Естонії 2 голами протягом 2-ох хвилин.
У 1997 році закінчила Чуваський державний педагогічний інститут.

## Досягнення

### Командні
- Чемпіонат Росії
  -  Чемпіон (3): 2007, 2008
  -  Срібний призер (1): 2002
  -  Бронзовий призер (4): 1996, 2003, 2005, 2006

- Кубок Росії
  -  Володар (2): 2002, 2007

- Кубок УЄФА
  -  Фіналіст (1): 2008/09

### Індивідуальні
- У 1992 році входила до числа 33-ох найкращих футболісток Росії.
- У сезонах 1992, 1993 і 1994 років ставала найкращою бомбардиркою клубу «Волжанка» (9, 5 та 7 м'ячів відповідно).

## Статистика виступів за збірну
| Збірна      | Дата       | Турнір                   | Місце проведення | Суперник  | Рахунок | Час на полі | Голи     |
| ----------- | ---------- | ------------------------ | ---------------- | --------- | ------- | ----------- | -------- |
| Росія       | 26.05.1993 | міжнародний турнір       | Ліон             | Франція   | 0:5     | 60'         | -        |
| Росія       | 28.05.1993 | міжнародний турнір       | Ліон             | Польща    | 1:1     | 41'         | -        |
| Росія       | 30.05.1993 | міжнародний турнір       | Ліон             | Молдова   | 4:1     | 41'         | -        |
| Росія       | 28.06.1993 | міжнародний турнір       | Хотьково         | Греція    | 2:2     | 46'         | -        |
| Росія       | 20.04.1994 | товариський матч         | Брисбен          | Австралія | 2:1     | 60'         | -        |
| Росія       | 23.04.1994 | товариський матч         | Голд-Кост        | Австралія | 1:1     | 70'         | -        |
| Азербайджан | 18.11.2006 | Попередній раунд ЧЄ 2009 | Могошоая         | Румунія   | 1:4     | 90'         | -        |
| Азербайджан | 20.11.2006 | Попередній раунд ЧЄ 2009 | Могошоая         | Естонія   | 3:2     | 90'         | 82', 84' |
| Азербайджан | 23.11.2006 | Попередній раунд ЧЄ 2009 | Отопень          | Болгарія  | 0:3     | 90'         | -        |